# Shenyang

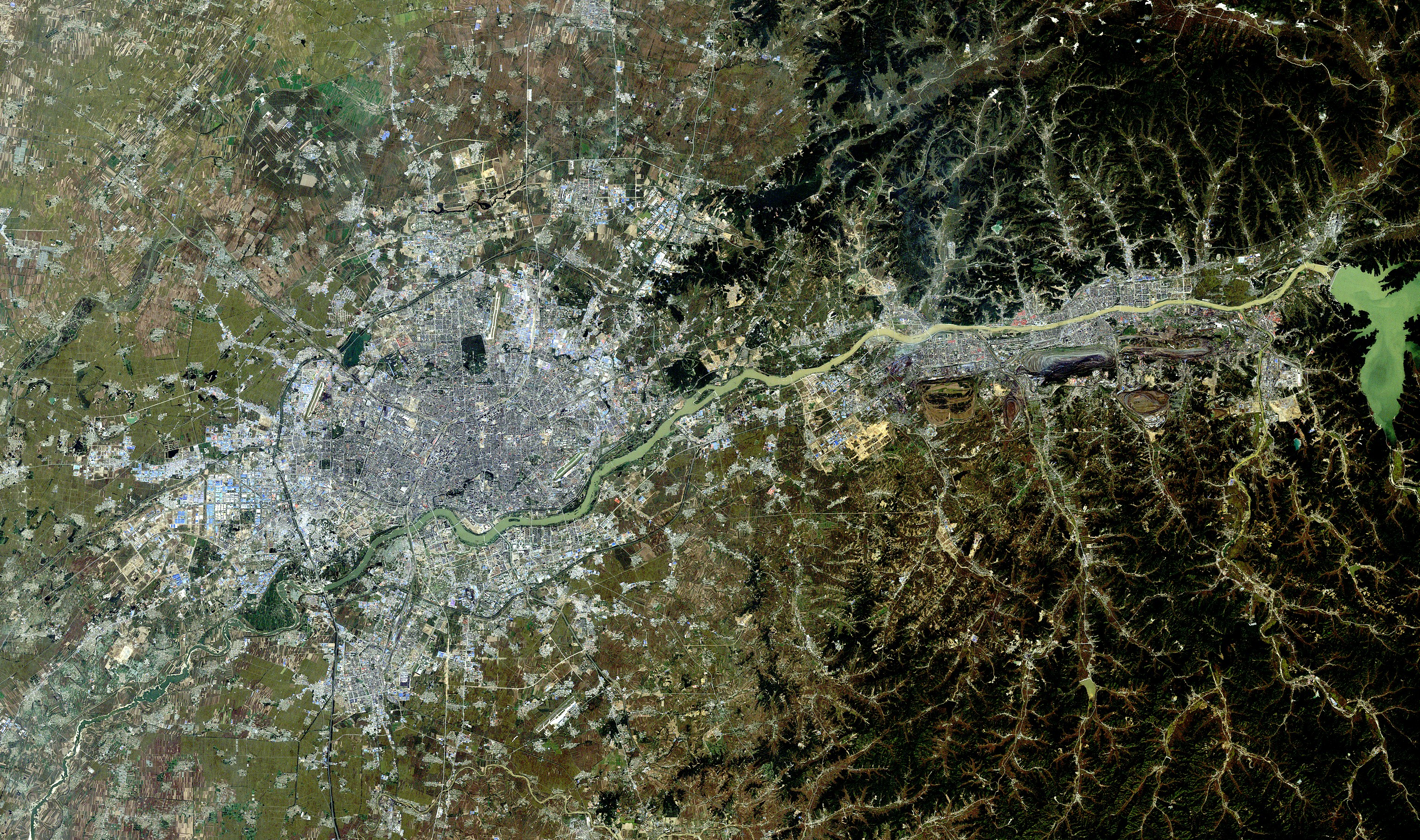
Zdjęcie satelitarne aglomeracji miejskiej Shenyang-Fushun
(większa zachodnia część to Shenyang, wschodnia – Fushun, satelita Landsat 5, 29 września 2010)

Shenyang (chiń. upr. 沈阳; chiń. trad. 瀋陽; pinyin Shěnyáng; mandż.: Mukden, ᠮᡠᡴ᠋ᡩᡝᠨ) – największe miasto Mandżurii oraz jej stolica w chińskiej prowincji Liaoning.

## Historia
- 1621 – zdobycie przez Mandżurów.
- 1625–1643 – stolica dynastii Qing.
- 1905 – bitwa w czasie wojny rosyjsko-japońskiej, zakończona klęską Rosjan.
- 1931 – incydent mukdeński, początek japońskiej inwazji na Mandżurię.

## Podział administracyjny
Miasto dzieli się na dzielnice:
- Dadong
- Dongling
- Faku
- Heping
- Huanggu
- Kangping
- Liaozhong
- Shenhe
- Sujiatun
- Tiexi
- Xinchengzi
- Xinmin
- Yuhong

## Atrakcje turystyczne
- Pałac w Shenyangu oraz grobowce Nurhaczego i jego następcy Hong Taiji
- pomnik Przewodniczącego Mao Zedonga (dzielnica Heping)
- pagoda północna (dzielnica Dadong)
- dzielnica „sklepowa” – liczne sklepy i lokale rozrywkowe
- park Beiling, o powierzchni 3,3 km² (dzielnica Huanggu)
- Liaoning Mansion Hotel (dzielnica Huanggu)
- plac imperialny, starożytna ulica kultury i plac chwały (dzielnica Shenhe)
- Pałac Jasności i Spokoju

## Gospodarka
Shenyang jest głównym ośrodkiem gospodarczym i naukowym północno-wschodnich Chin. W XX wieku dominował przemysł ciężki, później nastąpiła restrukturyzacja. Produkcja środków transportu, rafineryjna, cementowa, włókiennicza, skórzana, papiernicza i spożywcza. Wiele szkół wyższych, filia Chińskiej Akademii Nauk, liczne muzea.

### Zagraniczne przedsiębiorstwa mające siedziby w Shenyang
- BASF Vitamin Co. (farmaceutyki)
- Bridgestone Tire (samochody ciężarowe)
- Canon (sprzęt elektroniczny)
- Coca-Cola Beverage Co. (napoje)
- Fasing (sprzęt górniczy)
- Lucent Technologies (China) Co., Ltd. (telekomunikacja)
- Matsushita Battery (akumulatory)
- Neusoft Group Ltd. (nowoczesny sprzęt)
- Shenyang Aerospace Mitsubishi(inne języki) (samochody)
- Shenyang Kodenshi Co. (przewodniki elektryczne)
- Shenyang President Enterprise (produkty żywnościowe)
- Shenyang Tingyi Intl Food (żywność)
- Shenyang Weiyong Precision (nowoczesna maszyneria)
- Shenyang Xike Silica Ltd. (produkty silikonowe)
- SY Yamanouchi Pharmaceutical (farmaceutyki)
- Michelin (opony)

## Transport
Miasto z Pekinem, oddalonym o 658 km, łączy ekspres Jingshen. W pobliżu wybudowano Port lotniczy Shenyang-Taoxian.
W latach 1907–1973 w mieście działała sieć tramwajowa.

## Miasta partnerskie
- Ho Chi Minh, Wietnam
- Belfast, Wielka Brytania
- Saloniki, Grecja
- Ufa, Rosja
- Nowosybirsk, Rosja
- Ostrawa, Czechy
- Sapporo, Japonia
- Kawasaki, Japonia
- Düsseldorf, Niemcy
- Turyn, Włochy
- Chicago, Stany Zjednoczone
- Irkuck, Rosja
- Quezon City, Filipiny
- Monterrey, Meksyk
- Sŏngnam, Korea Południowa
- Jaunde, Kamerun
- Katowice, Polska